# Sopron Division
A „Sopron Division” az 1956-os magyar emigráció történetének egy igen különös epizódja, mely érdekessége ellenére kevéssé ismert a magyar közvélemény előtt. A történet szereplői a soproni Erdőmérnöki Főiskola egykori hallgatói, akik az 1956-os forradalom következményeként Kanadában, Brit Kolumbia tartományban, Vancouver városában, a University of British Columbia keretében fejezték be Sopronban megkezdett tanulmányaikat és szereztek erdőmérnöki oklevelet.

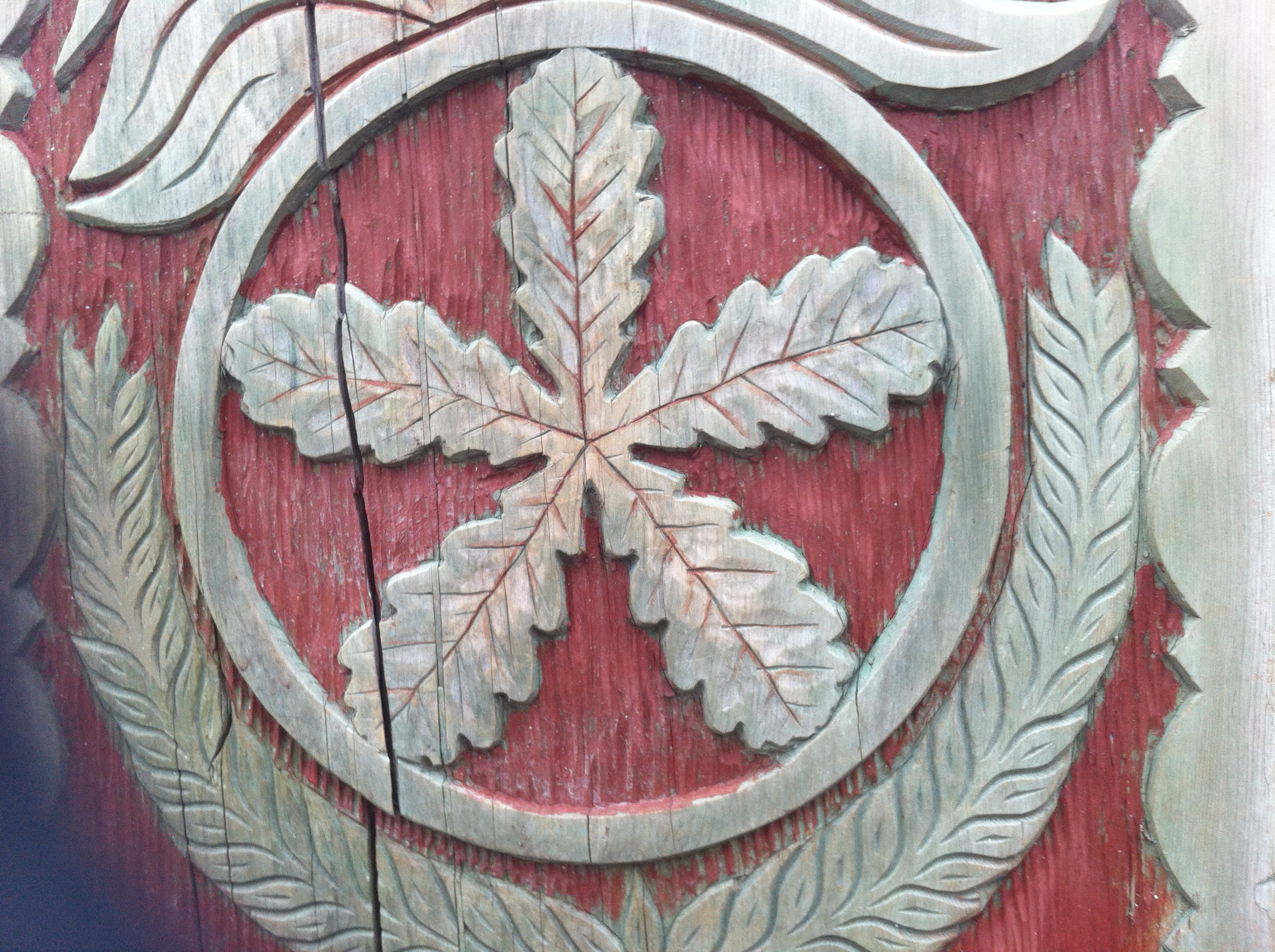
A UBC-n álló székelykapu díszítő eleme; Józsa László faragása

## Története

### A kezdetek-Sopronban
Hazánkban az erdőmérnök-képzés nagy hagyományokra tekint vissza. A felvidéki Selmecbányáról a trianoni békeszerződés következtében a nagyhírű Bányászati és Erdészeti Akadémia Sopronba került. 
Itt tanultak azok az erdőmérnök-hallgatók, akik az 1956-os forradalom előestéjén, október 22-én az akkori SOTEX-kultúrházban tartott nagygyűlésen kimondták, hogy elegük van a sematikus ifjúsági szervezetből, s megalakították az Egyetemisták és Főiskolások Egységes Szervezetét a MEFESZ-t. Azt is kimondták, hogy  egy igazságosabb, demokratikus, független Magyarországot akarnak. 
A városban gyorsan elterjedt a hír, hogy az egyetemisták megmozdultak. Másnap az "EGYÜTT A LENGYELEKKEL!" jelszó alatt a városon fegyelmezetten végig vonuló hallgatók sorai erőt, határozottságot és elszántságot tükröztek. Kiállásukkal elnyerték a soproni lakosság szimpátiáját. 
A forradalom ideje alatt a hallgatóság őrizte a gyárakat, üzemeket, a pékségeket, boltokat, a rendfenntartásban együttműködtek a rendőrséggel és a határőrséggel. Segítettek a segélyek fogadásában és elosztásában. Jórészt nekik köszönhető, hogy Sopronban az egyetemen és a városban egyaránt a rend és a nyugalom uralkodott a forradalom napjaiban.
Mikor azt hitték, hogy minden rendben van és győzött a forradalom, akkor következett november 4-e. A hallgatók Nagycenk térségében kezdetleges fegyvereikkel várták a beözönlő szovjet csapatokat, de szerencsére harcra nem került sor. Mindez azonban elég volt ahhoz, hogy a megtorlástól tartva legtöbbjük úgy döntött, hogy átlép a határon.  Az oktatók majdnem fele, a hallgatók jelentős többsége Ausztriába menekült, elhagyta az országot.

### Félúton-Ausztriában
Az oktatók és hallgatók nagyobb része először Traiskirchenbe került, ahol méltatlan körülmények között, szalmán, ócska takarókkal takarózva töltötték az első éjszakát. Ebben a táborban kb. 220 erdőmérnök-hallgató és nagyjából 25 oktató, illetve jó néhány családtag tartózkodott. Mintegy 80 hallgató, aki rendfenntartóként működött Sopronban, és emiatt fegyverrel lépte át a határt, Klosterneuburgban került internálásra, mivel hadifogolyként kezelték őket. E csoportot később a Salzburg melletti Sitzenheim katonai táborba szállították át. A többi hallgatót és oktatót az osztrák kormány kisebb késlekedése és tanácstalansága után a Salzburgtól 50 km-re található Wolfgang-tó partján, Ferienhortban, illetve Stroblban helyezték el, azzal a szándékkal, hogy ott, ideiglenes jelleggel, folytathassák tanulmányaikat. Erre azonban a tábori körülmények nem voltak alkalmasak. Szerte Ausztriából ide toborozták az átszökött hallgatókat és tanárokat. Mindinkább kialakult a cél, hogy maradjanak együtt, és valahol   megfelelő feltételek mellett indítsák újra az egyetemi oktatást. Megindult a hallgatók önszerveződése, újjáalakították az Ifjúsági Kört, és kiterjedt tárgyalásokat folytattak további sorsukról.
A bizonytalansággal teli hetek után a döntő segítség Kanadából érkezett. Brit Kolumbia kormánya felajánlotta, hogy az ország egyik legjelentősebb egyetemén, a vancouveri University of British Columbián lehetőséget ad az oktatás folytatására. Roller Kálmán dékán és három hallgató (Grátzer Miklós, Krétai Ernő és Szalkai András) december 16-án kalandos körülmények között repülőn Kanadába utazott, hogy személyesen tájékozódjon a körülményekről. Roller dékán és Grátzer Miklós visszatérve részletesen beszámoltak a többieknek a látottakról. Sokan elbizonytalanodtak a hallottak miatt, mintegy másfélszáz hallgató és 6 oktató a hazatérést választotta, mások az Európában maradás mellett döntöttek. 
Így hát egy kb. 220 fős magyar csoport, hallgatók és néhány tanár családostól, 1956 szilvesztere előtt útra kelt. Az óév-búcsúztatót a behajózáskor, Liverpoolban élték át. Innen a legendás Empress of Britain hajó fedélzetén indultak Kanada felé, úgy, hogy az újév már az Atlanti-óceánon érte a csoportot.

### Kanada, Vancouver
1957. január 8-án kötött ki a hajó St. John város kikötőjében, Új-Brunswick tartományban. Itt 11 napot töltöttek, majd vonattal indultak Vancouver felé. Végigvonatozva a hatalmas országon, január 24-én megérkeztek Kanada nyugati partjára, Vancouverbe. A megérkezést követően 3 hétig egy kényelmes katonai táborban kerültek elhelyezésre Abbotsfordban, majd február közepén Powell Riverbe költöztek át. Az ősz tanévkezdésig intenzív angoltanulással, a szerencsésebbek e mellett még munkával töltötték az időt.
Szeptember közepétől először a Vancouver melletti Sea Islandbe költöztek, de ez messze esett az egyetemtől, így idővel a hallgatók albérleteket kerestek és találtak az egyetem közelében.
Az oktatás a University of British Columbia Faculty of Forestry keretében megszervezett, önálló Sopron Division keretében indult meg. A Division majdnem teljes önállóságot kapott, a diákok magyarul folytathatták tanulmányaikat, ismerős oktatóiktól tanulhattak, természetesen a kanadai viszonyokhoz alkalmazott ismereteket. A Division indulásakor 28 oktató és egy irodai alkalmazott, valamint 196 hallgató kezdte meg a munkát. A beiratkozott hallgatókból 28-an 1958-ban, 70-en 1959-ben, 20-an 1960-ban és 23-an 1961-ben szereztek erdőmérnöki oklevelet. Még 1958-ban 56 hallgató távozott végzés nélkül.
A diákok nyáron (lehetőség szerint) erdészeti munkahelyeken, elsősorban erdőbecslésben dolgoztak, hogy tandíjukat ki tudják fizetni. Rendszeresen megemlékeztek a magyar ünnepekről, illetve a forradalom évfordulójáról, igyekeztek a selmeci-soproni hagyományokat ápolni.
Az egykori hallgatók közül a többség ma is Kanadában él. Nagy részük élete során az erdőgazdálkodásban, a faiparban vagy más rokon szakmákban dolgozott. De vannak, akik egészen más területen érvényesültek. Néhányan a rendszerváltás után visszatértek Magyarországra. A volt diákok egy-egy csoportja, olykor száznál is többen, jeles alkalmakkor ma is találkozik Vancouverben és havonta egyszer közös ebéden vesznek részt, vagy pedig együtt jönnek haza, ahol persze útba ejtik Sopront is.  
Az 1956. november 4-én emigrált hallgatók és oktatók ünnepélyes visszafogadására 1990. november 4-én került sor Sopronban, az ősi Alma Materben. A kanadai diákok egy emléktáblával ajándékozták meg az egyetemet, mely ma az egyetemi főépület aulájában található.

## Érdekességek
- A magyar társadalmat a kommunizmus éveiben évtizedeken keresztül félretájékoztatták a kivándorolt hallgatók sorsát illetően. Nagy szerepet játszott ebben a kurzus ünnepelt írójának, Szilvási Lajosnak a valóságtól elrugaszkodott regénye, a „Bujkál a Hold” és az „Egyszer-volt szerelem” címmel megjelent könyvek.
- A Sopron Division egykori hallgatói, oktatói „Kapocs” címmel időszaki kiadványt jelentetnek meg, amelyben követik egymás sorsát, visszaemlékezéseket, beszámolókat jelentetnek meg.
- Az egykori diákok és tanárok közül Roller Kálmán dékán és Adamovich László professzor a Nyugat-magyarországi Egyetem díszpolgára kitüntetést, Kozák Antal, Sziklai Oszkár, Grátzer Miklós, Ifjú Géza, Bódig József és Balatinecz János a tiszteletbeli doktor (doctor honoris causa) kitüntetést nyerte el a Sopron Division tagjai közül szeretett Alma Materétől.
- A Nyugat-magyarországi Egyetem Erdőmérnöki Kara a Vancouverben kiadott diplomákat a magáéval egyenértékűnek fogadja el, és a tanévnyitó ünnepi kari tanácsüléseken a diploma keltének 50. évfordulóján tiszteletdiplomát (arany oklevél) ad át a Sopron Division keretében végzett hallgatóknak.